# Simon–Ehrlich-vadet
Simon–Ehrlich-vadet var ett vetenskapligt vad från 1980 mellan företagsprofessorn Julian Simon och biologen Paul Ehrlich, där man satsade på ett ömsesidigt överenskommet mått på resursbrist under årtiondet fram till 1990. Den brett följade tävlingen har sitt ursprung i Social Science Quarterly, där Simon utmanade Ehrlich att sätta sin mun i verket. Som svar på Ehrlichs publicerade påstående att "Om jag vore en spelare skulle jag satsa pengar på att England inte kommer att finnas år 2000.", erbjöd sig Simon att ta den satsningen, eller, mer realistiskt, "att satsa 10 000 USD ... på min övertygelse om att kostnaden för icke-statligt kontrollerade råvaror (inklusive spannmål och olja) inte kommer att stiga på lång sikt".
Simon utmanade Ehrlich att välja vilken råvara han ville och ett datum mer än ett år fram i tiden, och han skulle satsa på att de inflationsjusterade priserna skulle minska snarare än öka. Ehrlich valde koppar, krom, nickel, tenn och volfram. Vadet formaliserades den 29 september 1980, med den 29 september 1990 som utbetalningsdatum. Ehrlich förlorade vadet, eftersom alla fem råvaror som satsades på sjönk i pris från 1980 till 1990, vadslagningsperioden.

## Bakgrund
År 1968 publicerade Ehrlich The Population Bomb, där han hävdade att mänskligheten stod inför en demografisk katastrof där befolkningstillväxten snabbt översteg tillväxten i tillgången på mat och resurser. Simon var mycket skeptisk till sådana påståenden, så han föreslog en satsning där han bad Ehrlich att välja vilken råvara han ville och välja "valfritt datum mer än ett år bort", och Simon skulle satsa på att varans pris på det datumet skulle vara lägre än vad det var vid tidpunkten för satsningen.
Ehrlich och hans kollegor valde ut fem metaller som de trodde skulle genomgå stora prisökningar: krom, koppar, nickel, tenn och volfram. Sedan, på pappret, köpte de vardera för 200 dollar, för en total insats på 1 000 dollar, med priserna den 29 september 1980 som index. De utsåg den 29 september 1990, om 10 år, till utbetalningsdatum. Om de inflationsjusterade priserna på de olika metallerna steg under tiden, skulle Simon betala Ehrlich den sammanlagda skillnaden. Om priserna sjönk skulle Ehrlich med flera betala Simon.
Mellan 1980 och 1990 ökade världens befolkning med mer än 800 miljoner, den största ökningen på ett decennium i hela historien. Men i september 1990 hade priset på var och en av Ehrlichs utvalda metaller fallit. Krom, som såldes för 3,90 dollar per pound år 1980 (14.88$ 2024), var nere till 3,70 dollar år 1990 (8.91$ 2024). Tenn, vilket kostade 8,72 dollar per pound år 1980 (33.28$ 2024), var nere på 3,88 dollar ett decennium senare (9.34$ 2024).
Som ett resultat skickade Paul Ehrlich i oktober 1990 en check på 576,07 dollar (1386.47$ 2024 till Julian Simon.) för att avgöra vadet till Simons fördel.

## Analys
Julian Simon vann eftersom priset på tre av de fem metallerna sjönk nominellt och alla fem metallerna sjönk i pris inflationsjusterat, där både tenn och volfram sjönk med mer än hälften. I sin bok Betrayal of Science and Reason skrev Ehrlich att Simon hävdade "att mänskligheten aldrig skulle få slut på någonting". Ehrlich tillade att han och hans forskarkollegor såg förnybara resurser som viktigare indikatorer på planeten Jordens tillstånd, men att han ändå bestämde sig för att gå med på vadet. Efteråt erbjöd sig Simon att höja insatsen till 20 000 dollar och att använda vilka resurser som helst som Ehrlich föredrog. Ehrlich svarade med en utmaning att satsa på att temperaturerna skulle öka i framtiden. De två kunde inte komma överens om villkoren för ett andra vad innan Simon dog.
Vissa observatörer har hävdat att Ehrlich kunde ha vunnit om vadet hade gällt en annan period, eller om startdatumet hade varit ett annat. Ehrlich skrev att de fem metallerna i fråga hade ökat i pris mellan åren 1950 och 1975. Kapitalförvaltaren Jeremy Grantham skrev att om Simon-Ehrlich-satsningen hade gällt under en längre period (från 1980 till 2011), så skulle Simon ha förlorat på fyra av de fem metallerna. Ekonomen Mark J. Perry noterade att under en ännu längre tidsperiod, från 1934 till 2013, visade det inflationsjusterade priset på Dow Jones-AIG Commodities Index "en övergripande betydande nedåtgående trend" och drog slutsatsen att Simon hade "mer rätt än tur".

## Den föreslagna andra vadet
Ehrlich och klimatologen Stephen Schneider förstod att Simon ville satsa igen och kom därför med ett moterbjudande genom att utmana Simon att satsa på 15 aktuella trender och satsa 1 000 dollar på att var och en skulle försämras (som i föregående vad) under en tioårsperiod framöver.
- De tre åren 2002–2004 kommer i genomsnitt att vara varmare än 1992–1994.
- Det kommer att finnas mer koldioxid i atmosfären år 2004 än år 1994.
- Det kommer att finnas mer lustgas i atmosfären år 2004 än 1994.
- Ozonkoncentrationen i den lägre atmosfären (troposfären) kommer att vara högre än 1994.
- Utsläppen av luftföroreningen svaveldioxid i Asien kommer att vara betydligt större år 2004 än år 1994.
- Det kommer att finnas mindre bördig åkermark per person år 2004 än år 1994.
- Det kommer att finnas mindre jordbruksmark per person år 2004 än 1994.
- Det kommer i genomsnitt att odlas mindre ris och vete per person under 2002–2004 än under 1992–1994.
- I utvecklingsländer kommer det att finnas mindre ved tillgängligt per person år 2004 än år 1994.
- Den återstående arealen av urskogar i tropisk fuktig skog kommer att vara betydligt mindre år 2004 än år 1994.
- Uttaget av havsfiske per person kommer att fortsätta sin nedåtgående trend och kommer således år 2004 att vara mindre än år 1994.
- Det kommer att finnas färre växt- och djurarter kvar år 2004 än år 1994.
- Fler människor kommer att dö av aids år 2004 än år 1994.
- Mellan 1994 och 2004 kommer spermieantalet hos män att fortsätta minska, och reproduktionsstörningar kommer att fortsätta att öka.
- Skillnaden i förmögenhet mellan de rikaste 10 % av mänskligheten och de fattigaste 10 % kommer att vara större år 2004 än år 1994.

Simon avböjde Ehrlichs och Schneiders erbjudande att satsa och använde följande analogi för att förklara varför han gjorde det:
| Låt mig karakterisera deras erbjudande enligt följande. Jag förutspår, och detta är på riktigt, att de genomsnittliga prestationerna i nästa OS kommer att vara bättre än de i de senaste OS. I genomsnitt har prestationerna blivit bättre, OS till OS, av en mängd olika anledningar. Vad Ehrlich och andra säger är att de inte vill satsa på atletiska prestationer, de vill satsa på banans förhållanden, eller vädret, eller funktionärerna, eller någon annan sådan indirekt åtgärd. |

I sin bok från 1981, The Ultimate Resource, noterade Simon att inte alla minskningar av resurser eller ökningar av oönskade effekter motsvarar en övergripande minskning av mänskligt välbefinnande. Därför kan det finnas en "optimal föroreningsnivå", som accepterar vissa ökningar av vissa typer av föroreningar på ett sätt som ökar det allmänna välbefinnandet, samtidigt som man erkänner att varje ökning av föroreningar ändå är en kostnad som måste beaktas i en sådan beräkning.:143 Simons teori om resursutveckling förutspår faktiskt några av de ovannämnda trenderna, vilka i sig själva inte ens kvalificerar som kostnader (till skillnad från föroreningar). Till exempel påpekade han att på grund av ökad effektivitet har mängden åkermark som krävs och faktiskt används för att odla mat för varje person minskat över tid och sannolikt kommer att fortsätta att göra det. Detsamma skulle potentiellt kunna gälla minskat beroende av ved i utvecklingsländer och användningen per capita av specifika livsmedelskällor som ris, vete och fisk om ekonomisk utveckling gör ett varierat utbud av alternativa livsmedel tillgängliga. Vissa har också visat sig vara falska, t.ex. mängden ozon i den lägre atmosfären har minskat från 1994 till 2004.
Om Simon hade tagit vadet skulle han ha förlorat på 11 av 15 trender.

## Andra satsningar
År 1996 satsade Simon 1 000 dollar med David South, professor vid Auburn University School of Forestry, om att det inflationsjusterade timmerpriset skulle minska under de följande fem åren. Simon betalade ut pengarna tidigt 1997 (före sin död 1998) baserat på hans förväntan att priserna skulle ligga kvar över 1996 års nivåer (vilket de gjorde).
År 1999, när The Economist hade rubriken "$5 a barrel oil soon?" och med oljehandeln runt 12 dollar per fat, erbjöd David South 1 000 dollar till vilken ekonom som helst som ville satsa med honom att oljepriset skulle vara högre än 12 dollar per fat år 2010. Ingen ekonom nappade på hans erbjudande. I oktober 2000 slog dock Zagros Madjd-Sadjadi, ekonom vid University of the West Indies, vad om 1 000 dollar med David South om att det inflationsjusterade oljepriset skulle minska till ett inflationsjusterat pris på 25 dollar år 2010 (en minskning från vad som då var 30 dollar/fat). Madjd-Sadjadi betalade South inflationsjusterade 1 242 dollar i januari 2010. Oljepriset var då 81 dollar/fat.